# Borgerlig konfirmation
En borgerlig konfirmation også i nyere tid benævnt nonfirmation og andre gange blot kaldet ungdomsfest kan holdes for unge, der ikke vil konfirmeres, men som gerne vil fejre deres "indtræden i de voksnes rækker".

## Danske forhold
Udtrykket borgerlig konfirmation hidrører fra midten af det 19. århundrede. I 1850 fremsatte folketingsmedlem Spandet et lovforslag om trosfrihed, hvori der bl.a. opereredes med det nye begreb en "borgerlig konfirmation". Det fremsatte lovforslag vakte dog voldsom modstand, og blev ikke vedtaget. I regeringen Rotwitts kortvarige embedsperiode blev der i december 1859 fremsat et lovforslag i Folketinget af folketingsmedlem Barfod, hvori en "Modenhedsprøve" (en borgerlig Konfirmation) indgik som et led vel især med sigte på de børn, som ikke fulgte folkekirkens eller Det mosaiske Troessamfunds konfirmationsundervisning.
Egentlig organiseret borgerlig konfirmation blev taget op på et møde i Arbejdernes Forenings- og Forsamlingsbygning onsdag d. 10. februar 1915 indkaldt af sekretær i De samvirkende Fagforbund Hedebol og partifællen Sofus Mortensen. Mødet resulterede i nedsættelse af et udvalg til dannelse af en forening til borgerlig konfirmation. Denne fik navnet Foreningen mod Kirkelig Konfirmation og den første ceremoni fandt sted i 1915 i Folkets Hus på Vesterbro i København, hvor 2 piger og 2 drenge blev borgerligt konfirmeret. Foreningen ændrede i 1924 navn til Foreningen Borgerlig Konfirmation. Den borgerlige konfirmation fik hurtigt en vis udbredelse, og fra 1928 transmitteredes ceremonien også af Danmarks Radio, hvilket styrkede udbredelsen yderligere især i byerne. Horsens blev således i 1929 det første sted udenfor København, hvor man fik en forening for borgerlig konfirmation. I 1970'erne var tilslutningen til de store borgerlige konfirmationsceremonier dog faldet markant og i 1974 overtog DUI - Leg og Virke foreningen og de borgerlige konfirmationer. Dette ændrede dog tilsyneladende ikke på den nedadgående tilslutning til de borgerlige konfirmationer og i 1992 besluttede DUI at nedlægge foreningen for borgelige konfirmationer og ophøre med at arrangere disse begivenheder som fælles centrale begivenheder . Disse er dog til en vis grad genoptaget og har sidenhen også officielt skiftet navn til nonfirmation, og tilbydes i flere større danske byer.
En traditionel borgerlig konfirmationsceremoni kunne/kan foregå på rådhuset, og der kan indgå taler og sange. Der kan, også i dag, være tale om en etableret ceremoni afholdt af f.eks. Humanistisk Samfund eller DUI - Leg og Virke.
Den organiserede borgerlige konfirmation blev med tiden i overvejende grad afløst af fester under private familiære former enten kaldet borgerlig konfirmation eller siden mange steder benævnt som nonfirmation.
Hvor mange, der nonfirmeres hvert år, vides ikke, men antallet er muligvis stigende.
Andelen af folkekirkeligt konfirmerede i en ungdomsårgang faldt fra 2000 til 2010 med ca. 10 procentpoint: fra 80% til 70%. Faldet i andelen er dog ikke fortsat yderligere nedad og lå altså stadig i 2018 omkring de 70%.